# أنيا فاوستينا
أنيا أوريليا فاوستينا ( 201 م - 222 م) كانت نبيلة رومانية أناضولية. كانت متزوجة لفترة وجيزة من الإمبراطور الروماني إيل جبل عام 221 وبالتالي كانت الإمبراطورة الرومانية . كانت زوجة إيل جبل الثالثة.

## السلف والأسرة
أنيا أوريليا فاوستينا هي نبيلة رومانية قديمة لوحظت بالكاد من قبل المؤرخين الرومان القدماء والحديثون.  كانت من أصل نبيل، وقد كانت الابنة الوحيدة والوريثة للثرية آنيا فاوستينا والسناتور الروماني، القنصل تيبيريوس كلاوديوس سيفيروس برولكوس.
كان جداها لوالدها السناتور الروماني لليونانيون البنطيون وفيلسوف المدرسة المشائية، جانيوس كلاوديوس سيفيروس وزوجته الثانية الأميرة الرومانية أنيا جاليريا أوريليا فاوستينا . كان جداها لأمها الوريثة الرومانية الثرية أمديا كورنيشيا فاوستينا وعضو مجلس الشيوخ الروماني الذي لم يكشف عن اسمه. وكان عمها (الشقيق النصفي) لأبيها هو ماركوس كلوديوس اوميديوس كوادروس، الذي تم تبنيه من قبل القنصل الروماني ماركوس اوميديوس كوادراتوس أنيانوس، ابن شقيق الإمبراطور الروماني ماركوس أوريليوس . كانت مواطنة رومانية من أصل بونتي يونانية وإيطالية .
كان والدا أجدادها من الأب هم الإمبراطور الروماني ماركوس أوريليوس والإمبراطورة الرومانية فوستينا الصغرى؛ السناتور الروماني، الفيلسوف غنايوس كلاوديوس سيفيروس أرابيوس وزوجته المجهولة الاسم. كان والدا أجدادها من الأم شقيقة ماركوس أوريليوس، السيدة النبيلة أنيا كورنيشا فوستينا وغايوس أوميديوس كوادراتيوس أنيانيوس فيريوس السيناتور الروماني الذي شغل منصب القنصل عام 146. وهكذا كانت سليلًة من سلالة نيرفية أنطونية الحاكم السابق للإمبراطورية الرومانية. على الرغم من أن أنيا أوريليا فاوستينا كانت من بين مواليد من الـكلوديا، إلا أنها لم تُسمّى باسم والدها؛ بدلاً من ذلك، تم تسميتها تكريما لعلاقات والديها مع الأوريليا ، الأنيا وسلالة نيرفية - أنطونية .

## حباتها المبكرة
وُلدت أنيا أوريليا فاوستينا وترعرعت عفي ممتلكات والدتها في بيسيديا، تلك المنطقة كانت تسمى «الملكية السيانية». كانت هذه العقارات ممتلكات كبيرة جدًا، تم تأسيسها منذ عهد ديكتاتور الجمهورية الرومانية ، لوسيوس كورنيليوس سولا (حوالي 138-78 قبل الميلاد).
في عام 216، ربما كان والدها قد أجرى تحالفًا سياسيًا مع عضو مجلس الشيوخ الروماني الذي كان عضوًا في عائلة بومبونيا التي أسفرت عن زواجها من بومبونيوس باسوس .
عند زواجها، استقروا في الملكية البيزيدية. تعامل بومبونيوس مع أنيا بشكل جيد وكلاهما عاش في هدوء محلي. أنجبت طفلين على الأقل معروفين أثناء زواجها: ابنة وهي بومبونيا أوميديا (مواليد 219)، وابن وهو بومبونيوس باسوس (مواليد 220).
وبحلول عام 218 توفي والداها وورثت أنيا ممتلكات والدتها وثروتهما، وأصبحت وريثة ثرية للغاية. وجدت نقوش على موقع ملكيتها معلنة ميراثها للممتلكات من والديها وأنها كانت مالكتها.

## زواجها الثاني من إيل جبل
عام 221 تم تحريض الإمبراطور الروماني إيل جبل على إنهاء زواجه المثير للجدل للغاية والمضر بالسياسة من عذراء فستال أكيليا سيفيرا من قبل رجال الدين الأقوياء، بقيادة جدته جوليا ميسا. تم نصحه بالزواج من أنيا أوريليا فاوستينا كتحالف مع العشيرة القوية التي تمثلت في صلاتها بالدم مع سلالة نيرفية الأنطونية. كانت أنيا أوريليا فاوستينا قد ترملت مؤخرًا حيث تم إعدام زوجها الراحل بومبونيوس باسوس بتهمة التخريب والخيانة. كانت الطبقة الحاكمة الرومانية في مجلس الشيوخ أكثر تقبلاً لهذا الزواج الإمبراطوري مقارنة بالزواج السابق.
أصبحت أنيا إمبراطورة روما وبدا لفترة ما أن حكم سلالة نيرفا - أنطونين قد عادت إلى روما. أعطاها إيل جبل لقب أوغستا. كان أنصار إيل جبل يأملون أن تحمل أنيا وهي الدة طفلين صغيرين فتجلب له وريثًا طبيعيًا لكنها لم تنجب منه طفل. في نهاية عام 221 طلقها إيل جبل الذي أعاد التأكيد لما كان يفعله في السابق وعاد إلى جوليا أكويليا سيفيرا، وتزوجها من جديد كزوجته الرابعة. بسبب زواجها القصير الثاني لا توجد مصادر باقية تصف حكم أنيا أوريليا فاوستينا كإمبراطورة رومانية.

## حياتها بعد إيل جبل
عندما انتهى زواجها من إيل جبل، عادت أنيا أوريليا فاوستينا مع أطفالها إلى البيزيدية. قضت السنوات الأخيرة من حياتها هناك. عندما توفيت ورثت ابنتها بومونيا أوميديا ما تركته، وأصبح نسلها فيما بعد من النبلاء والسياسيين المتميزين في المجتمع الروماني.